# Tétraoxyde d'uranium
Le tétraoxyde d'uranium, également appelé peroxyde d'uranium, voire peroxyde d'uranyle, est le composé chimique de formule UO4. C'est un solide jaune clair, soluble, qu'on trouve sous une forme hydratée UO4·nH2O, avec n compris entre 0 et 4. La solubilité du tétraoxyde d'uranium dépend très largement de son degré d'hydratation.
Pour n au moins égal à 2, UO4·nH2O peut également s'exprimer selon UO3·H2O2·(n-1)H2O, ce qui explique ses propriétés très similaires à celles du trioxyde d'uranium hydraté UO3·nH2O.
Le tétraoxyde d'uranium intervient comme intermédiaire dans le procédé d'enrichissement de l'uranium pour produire les barres de combustible MOX des centrales nucléaires.
Seuls deux minéraux d'uranyle sont connus à ce jour pour contenir du tétraoxyde d'uranium :
- la studtite UO4·4H2O
- la métastudtite UO4·2H2O

## Articles liés
- Oxyde d'uranium
- Uranyle